# Christoph Benjamin Wackenroder
Christoph Benjamin Wackenroder (* 16. November 1729 in Stralsund; † 26. Dezember 1808 in Berlin) war ein preußischer Jurist, königlich-preußischer Geheimer Kriegsrat und erster Justiz-Bürgermeister von Berlin.

## Leben
Christoph Benjamin Wackenroder wurde 1729 in Stralsund geboren. Mit neunzehn Jahren ging er nach Berlin zu seinem Onkel Johann Augustin Wackenroder, der damals Hofrat und Syndikus von Berlin war. Als dessen Assistent wurde er 1756 ins Magistratskollegium eingeführt. Eine seine ersten wichtigen Aufgaben waren die Verhandlungen während des Berliner Husarenstreichs mit General Andreas Hadik am 16. Oktober 1757. Die Bürgermeister Riediger und Dietrich, sowie Wackenroder konnten durch die Zahlung von über 200.000 Talern eine Plünderung der Stadt verhindern. Nach dem Tod von Syndikus Witte 1761 rückte Wackenroder auf seinen Posten nach. 1776 wurde Wackenroder nach dem Tod von Bürgermeister Riediger Bürgermeister des Kämmerei-Departements. 1781 wurde er Bürgermeister des Ökonomie-Departements und 1793 schließlich Bürgermeister des Justiz-Departements. 1804 schied er aus dem Staatsdienst aus.

## Familie
Sein Vater war Benjamin Wilhelm Wackenroder, Konrektor des Stralsunder Gymnasiums und seine Mutter war eine Tochter des Architekten Martin Christoph Lemmius. Er heiratete Christiane Dorothea Grundmann, Tochter des Uckermärkischen Obergerichtsrates Christian Wilhelm Grundmann (1703–1767). 1773 wurde sein Sohn Wilhelm Heinrich geboren. 1800 heiratete er Charlotte Christiane Luise, geb. Lubesius, die Tochter des Landeinnehmers Lubesius.

## Schriften
Corpus Bonorum des Magistrats der Königlichen Residentzien Berlin, Berlin 1771.